# Paul Ludwig Landsberg
Paul Ludwig Landsberg (3 de diciembre de 1901-2 de abril de 1944) fue un filósofo existencialista del siglo XX cuyas obras más conocidas son "La experiencia de la muerte" y "El problema moral del suicidio ".
Dio conferencias en las universidades de Bonn, Madrid y París, entre otras. Fue alumno de Martin Heidegger, Edmund Husserl y Max Scheler, dedicando sus trabajos a la fenomenología para tocar temas vitales, como la identidad personal, la muerte y suicidio.
Era amigo del existencialista cristiano Emmanuel Mounier y un colaborador importante de la revista filosófica Esprit (1913-2013).
Fue perseguido por la Gestapo desde que surgió el nazismo, por su origen judío y por sus ideas antinazis . Fue capturado por la Gestapo y deportado al campo de concentración de Oranienburg hacia el final de la guerra y murió allí de agotamiento físico y mental el 2 de abril de 1944.

## Juventud y educación
Paul Ludwig Landsberg nació en 1901 en Bonn en el seno de una familia judía acomodada. Era hijo del destacado jurista alemán Ernst Landsberg y su esposa Anna. 
A pesar de su origen judío, sus padres lo bautizan como protestante, pero en la adultez, se convirtió al catolicismo y sigue el movimiento litúrgico benedictino de Maria Laach . 
Fue alumno de los filósofos fenomenológicos Edmund Husserl, Martin Heidegger (en Friburgo) y Max Scheler . Aunque estudió con este último en Colonia, regresó a su ciudad natal para convertirse en profesor de Filosofía en la Universidad de Bonn .
Debido a su oposición al nazismo, huyó de Alemania antes de la llegada al poder de Hitler en 1933. Emigró a España  en marzo de 1933, donde se dedicó a enseñar Filosofía, y estudió a los místicos del siglo XVI. Entre 1934 y 1936 ocupó cargos en la Universidad Complutense de Madrid y en la Universidad de Barcelona, donde su pensamiento comenzó a ejercer una gran influencia entre sus alumnos, y donde aún hoy se estudia.

## París yEsprit
Al comenzar Guerra Civil española, Landsberg se emigró a París donde comenzó a enseñar en la Universidad de la Sorbona acerca del sentido de la existencia .Allí se involucró profundamente con la revista Esprit (1913-2013), a través de la cual se difundió gradualmente su pensamiento.
Landsberg hizo amistad con ell filósofo personalista Emmanuel Mounier, que también estudiaba temas comunes.

## Captura y muerte

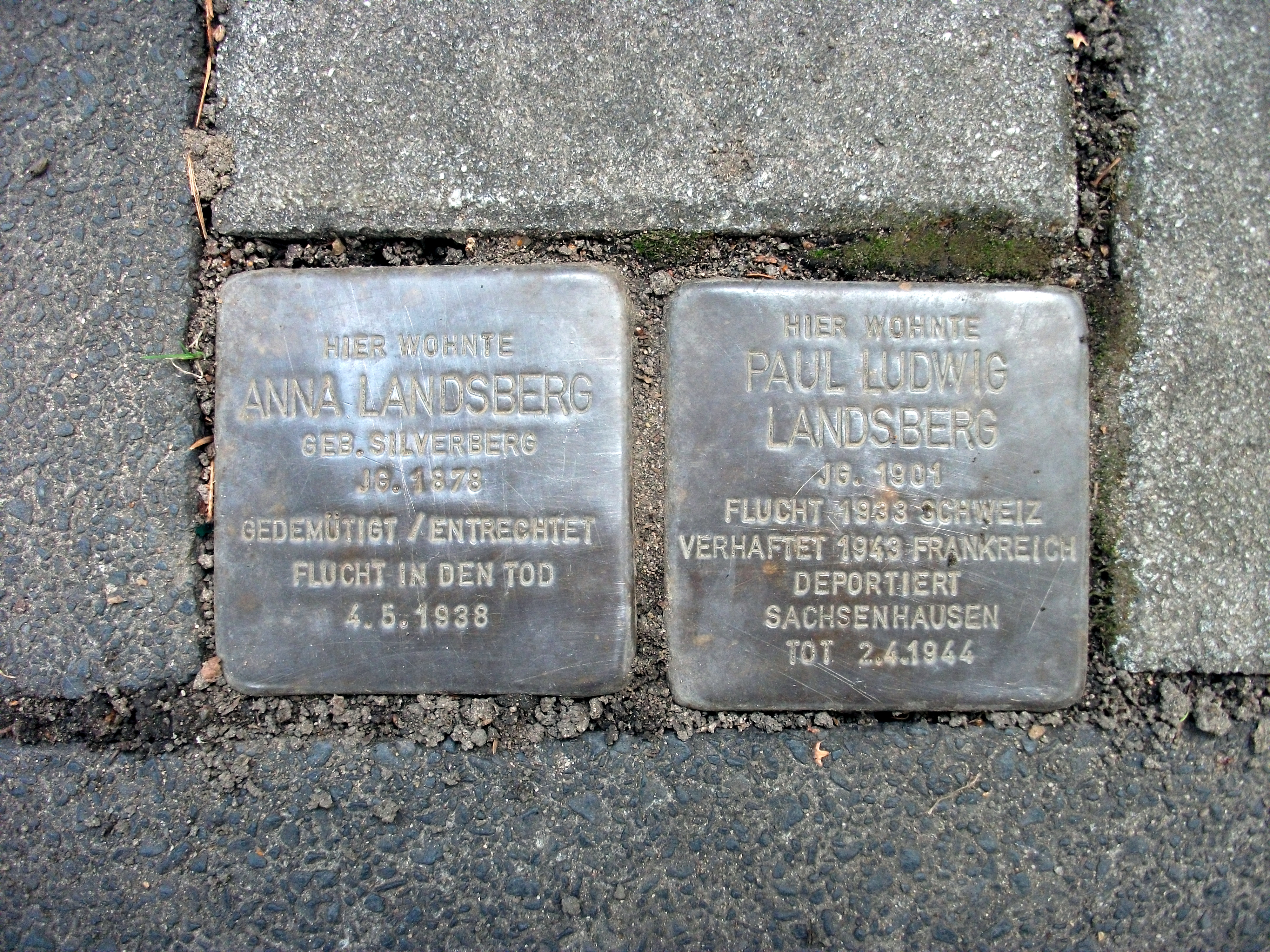
Stolpersteine dedicado a Anna y Paul Ludwig Landsberg, Friedrich-Wilhelm-Strasse 6, Bonn.

Fue perseguido intensamente por la Gestapo no solo por sus ideas antinazis, sino también por su ascendencia esencialmente judía. Cuando su esposa Madeleine fue capturada por los nazis, él pasó una larga odisea en bicicleta de pueblo en pueblo en Francia, para escapar del ejército alemán y para encontrarla. Logró unirse a un grupo militar antinazi que le proporcionó documentos oficiales que le permitieron refugiarse en varios lugares (Vendôme, Orleans, Lyon) pero siempre sin noticias de su esposa. El grupo de la revista Esprit logra que algunas de sus obras se guarden en un lugar seguro y lo ubican a salvo (por un momento) en el Asilo Psiquiátrico de Pau, donde necesita una recuperación tras el trauma de estar separado de su esposa y ser detenida temporalmente por los nazis.
Finalmente, Jacques Thérond, al frente del "groupe Esprit", oculta a Landsberg en un hotel con papeles bajo el nombre de "Richert". Contra todo pronóstico, logra encontrar a su esposa, y se unen a un grupo de resistencia local y evade la persecución antisemita durante un tiempo. En marzo de 1943 fue encarcelado por ser miembro de la Resistencia y por su origen judío, posteriormente lo deportan al campo de concentración de Oranienburg, a las afueras de Berlín y  muere por agotamiento el 2 de abril de 1944 mientras aún estaba encarcelado.

## Trabajos e influencia
Los trabajos de Landsberg son personalistas, como los de Mounier y otros filósofos existencialistas de la época. No le interesaba la filosofía como disciplina teórica, sino como una exploración de la conciencia humana y de la confrontación del individuo con su vida y su muerte. 
Su actitud se considera muy inquisitiva ante las cuestiones de la filosofía, donde aparece claramente en las palabras iniciales de su obra más importante, La experiencia de la muerte: 
"¿Cuál es el significado de la muerte para el ser humano como persona? La pregunta no admite conclusión, ya que se trata del misterio mismo del hombre, tomado desde cierto aspecto. Todo problema real en la filosofía contiene a todos los demás en la unidad del misterio". 
Su enfoque para entender estos temas es buscar una respuesta en la experiencia, y continúa diciendo: 
"Es necesario, por lo tanto, poner un límite y buscar una base en la experiencia para cualquier respuesta posible".
La influencia de Landsberg ha sido particularmente marcada en los grupos de eutanasia, ya que su obra "El problema moral del suicidio" proporciona un enfoque cristiano del suicidio que lo aprueba en lugar de condenarlo, y brinda apoyo filosófico para este punto de vista al argumentar en contra de las polémicas católicas tradicionales sobre el tema.

## Obras
- Die Welt des Mittelalters und wir (La edad media y nosotros), 1922.
- Wesen und Bedeutung der Platonischen Akademie (La esencia y el significado de la academia platónica), 1923.
- Pascals Berufung (La vocación de Pascal), 1927.
- Einführung in die philosophische Anthropologie (Introducción a la antropología filosófica), 1934.
- La concepción de la persona (Ensayo en Esprit, 1934)
- Essai sur l´Experience de la Mort (La experiencia de la muerte), 1935.
- El problema moral del suicidio (1937)
- La filosofía de San Agustín (1944)
- Maquiavelo, un estudio (1944)